# Paracycling-Bahnweltmeisterschaften 2015

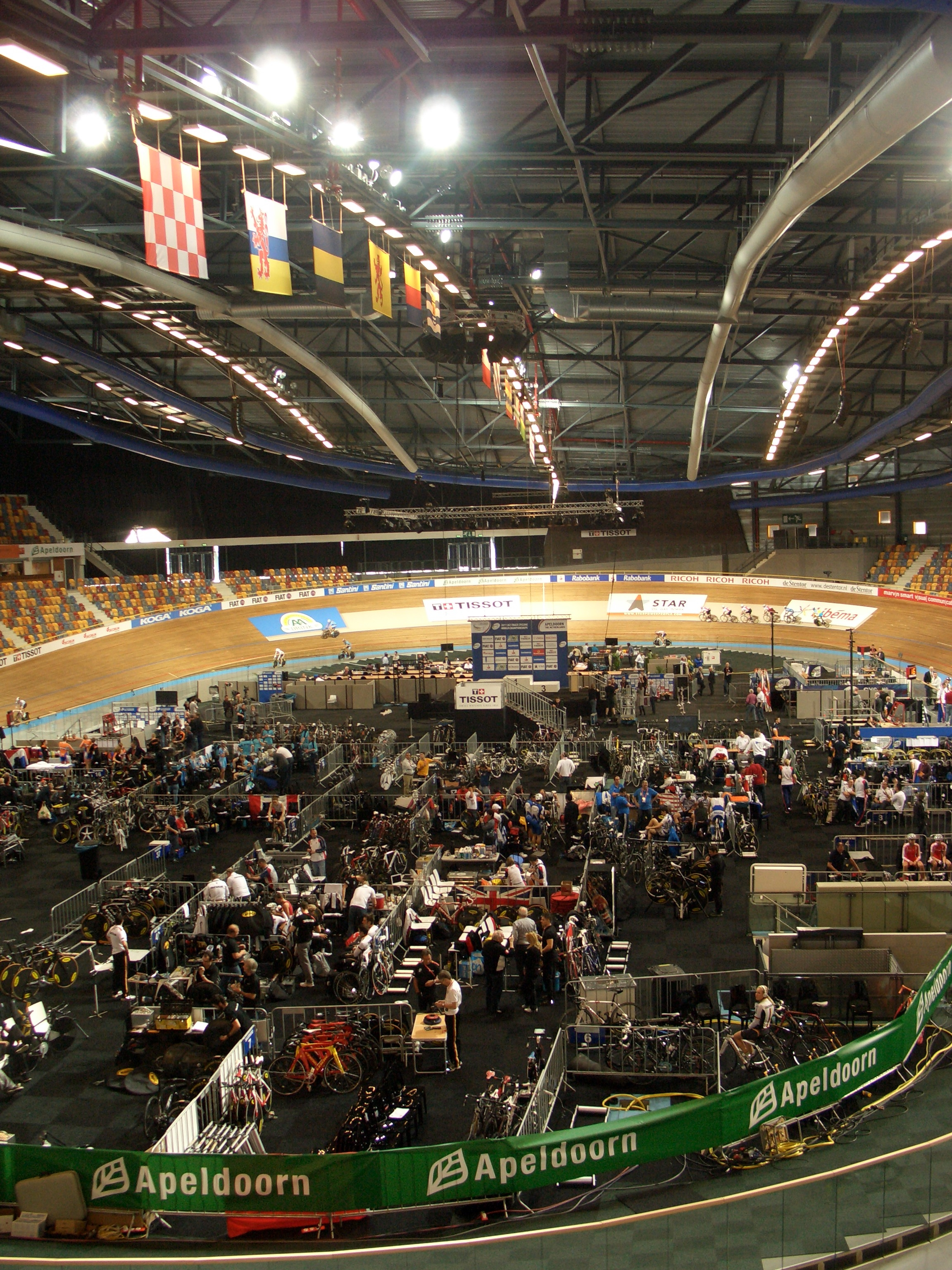
Innenraum des Omnisport Apeldoorn

Die Paracycling-Bahnweltmeisterschaften 2015 fanden vom 26. bis 29. März im Omnisport im niederländischen Apeldoorn statt.
An den Weltmeisterschaften nahmen 153 Sportlerinnen und Sportler aus 30 Nationen teil, die in 31 verschiedenen Wettbewerben starteten.
Mehrere Sportler gewannen zwei Titel, so die Briten Sophie Thornhill mit ihrer Pilotin Helen Scott (WB), Neil Fachie mit seinem Piloten Peter Mitchell (MB) und Sarah Storey in der Verfolgung (WC5). Aus dem deutschsprachigen Raum errang die Deutsche Denise Schindler drei Medaillen, eine Goldmedaille in der Einerverfolgung, eine silberne im Zeitfahren sowie eine bronzene im Scratch (WC3) und somit gemessen an der Anzahl der Medaillen die erfolgreichste Sportlerin war.

## Zeitplan
| Datum                | Disziplinen Männer                                   | Disziplinen Frauen                                   |
| -------------------- | ---------------------------------------------------- | ---------------------------------------------------- |
| Donnerstag, 26. März | 500-m-Zeitfahren WC1-5, 1000-m-Zeitfahren WB         | 1000-m-Zeitfahren MC1-5, 1000-m-Zeitfahren MB        |
| Freitag, 27. März    | Einerverfolgung WC1-3                                | Einerverfolgung MC1-3                                |
| Samstag, 28. März    | Einerverfolgung WB, Einerverfolgung WC4-5            | Einerverfolgung MB, Einerverfolgung MC4-5            |
| Sonntag, 29. März    | Sprint WB, Sprint WC1-5, Sprint Mixed, Scratch WC1-5 | Sprint MB, Sprint MC1-5, Sprint Mixed, Scratch MC1-5 |

## Resultate

### Sprint Klasse B
| Frauen – B |                                   |              |                       |
| #          | Fahrerin/Pilotin                  | Nationalität | Zeit                  |
|            | Sophie Thornhill/Helen Scott      | GBR          | 13,619 (1) 12,624 (2) |
|            | Brandie O’Connor/Breanna Hargrave | AUS          |                       |
|            | Yuri Kanuma/Mai Ta                | NZL          |                       |

| Männer – B |                                            |              |                       |
| #          | Fahrer/Pilot                               | Nationalität | Zeit                  |
|            | Neil Fachie/Peter Mitchell                 | GBR          | 10,510 (1) 10,591 (2) |
|            | Jose Enrique Porto/José Antonio Villanueva | ESP          |                       |
|            | Tristan Bangma/Teun Mulder                 | NED          |                       |

### Mixed Team Sprint M/W C1-5
| WM C1–5 (750 m) |                                                 |              |        |
| #               | Fahrer(innen)                                   | Nationalität | Zeit   |
|                 | Xie Hao/Wei Guoping/Duan Baobin                 | CHN          | 49,908 |
|                 | Eduardo Santos/Amador Granados/Alfonso Cabello  | ESP          | 51,030 |
|                 | Nikita Nagnibedow/Sergei Ustinov/Sergei Batukow | RUS          | 51,659 |

### Zeitfahren Klasse B
| Frauen – WB (1000 m) |                                 |              |            |
| #                    | Fahrerin/Pilotin                | Nationalität | Zeit (min) |
|                      | Sophie Thornhill/Helen Scott    | GBR          | 1:07,553   |
|                      | Larissa Klaassen/Haliegh Dolman | NED          | 1:09,505   |
|                      | Emma Foy/Laura Thompson         | NZL          | 1:10,746   |

| Männer – MB (1000 m) |                            |              |            |
| #                    | Fahrer/Pilot               | Nationalität | Zeit (min) |
|                      | Neil Fachie/Peter Mitchell | GBR          | 1:01,787   |
|                      | Tristan Bangma/Teun Mulder | NED          | 1:03,115   |
|                      | Kai Kruse/Stefan Nimke     | GER          | 1:03,450   |

### Verfolgung Klasse B
| Frauen – WB (3000 m) |                                    |              |          |
| #                    | Fahrerin/Pilotin                   | Nationalität | Zeit     |
|                      | Emma Foy/Laura Thompson            | NZL          | 3:30,080 |
|                      | Yurie Kanuma/Mai Tanaka            | JPN          | 3:34,244 |
|                      | Katie-George Dunlevy/Eve McCrystal | IRL          | 3:39,549 |

| Männer – MB (4000 m) |                              |              |          |
| #                    | Fahrer/Pilot                 | Nationalität | Zeit     |
|                      | Stephen de Vries/Patrick Bos | NED          | 4:21,310 |
|                      | Matt Formston/Michael Curran | AUS          | 4:26,332 |
|                      | Marcin Polak/Michael Ladosz  | POL          | 4:22,186 |

### Zeitfahren Klasse C
| #                    | Fahrerin         | Nationalität | Zeit (s) |
| -------------------- | ---------------- | ------------ | -------- |
| Frauen – WC1 (500 m) |                  |              |          |
|                      | Li Jieli         | CHN          | 49,247   |
| Frauen – WC2 (500 m) |                  |              |          |
|                      | Alyda Norbruis   | NED          | 39,959   |
|                      | Song Zhenling    | CHN          | 44,520   |
|                      | Allison Jones    | USA          | 44,828   |
| Frauen – WC3 (500 m) |                  |              |          |
|                      | Jamie Whitmore   | USA          | 43,842   |
|                      | Denise Schindler | GER          | 43,894   |
|                      | Simone Kennedy   | AUS          | 44,734   |
| Frauen – WC4 (500 m) |                  |              |          |
|                      | Ruan Jianping    | CHN          | 37,909   |
|                      | Katherine Horan  | NZL          | 39,279   |
|                      | Susan Powell     | AUS          | 40,366   |
| Frauen – WC5 (500 m) |                  |              |          |
|                      | Sarah Storey     | GBR          | 37,847   |
|                      | Crystal Lane     | GBR          | 37,877   |
|                      | Zhou Jufang      | CHN          | 38,586   |

| #                     | Fahrer                | Nationalität | Zeit (min) |
| --------------------- | --------------------- | ------------ | ---------- |
| Männer – MC1 (1000 m) |                       |              |            |
|                       | Li Zhangyu            | ARG          | 1:14,445   |
|                       | Arnoud Nijhuis        | NED          | 1:15,843   |
|                       | Rodrigo Fernand Lopez | ARG          | 1:21,001   |
| Männer – MC3 (1000 m) |                       |              |            |
|                       | Joseph Berenyi        | USA          | 1:09,836   |
|                       | Diederick Schelfhout  | BEL          | 1:11,189   |
|                       | Sergei Batukow        | RUS          | 1:11,273   |
| Männer – MC4 (1000 m) |                       |              |            |
|                       | Jody Cundy            | GBR          | 1:04,381   |
|                       | Jozef Metelka         | SVK          | 1:06,886   |
|                       | Jiri Bouska           | CZE          | 1:09,115   |
| Männer – MC5 (500 m)  |                       |              |            |
|                       | Alfonso Cabello       | ESP          | 1:04,806   |
|                       | Alistair Donohoe      | AUS          | 1:05,691   |
|                       | Pablo Jaramillo       | ESP          | 1:06,805   |

### Verfolgung Klasse C
| #                     | Fahrerin         | Nationalität | Zeit (min) |  |
| --------------------- | ---------------- | ------------ | ---------- |  |
| Frauen – WC1 (3000 m) |                  |              |            |  |
|                       | Li Jieli         | CHN          | 4:58,428   |  |
| Frauen – WC2 (3000 m) |                  |              |            |  |
|                       | Alyda Norbruis   | NED          | 4:18,005   |  |
|                       | Zeng Sini        | CHN          | 4:25,439   |  |
|                       | Allison Jones    | USA          | 4:31,404   |  |
| Frauen – WC3 (3000 m) |                  |              |            |  |
|                       | Denise Schindler | GER          | 4:18,707   |  |
|                       | Jamie Whitmore   | USA          | 4:21,624   |  |
|                       | Simone Kennedy   | AUS          | 4:21,352   |  |
| Frauen – WC4 (3000 m) |                  |              |            |  |
|                       | Susan Powell     | AUS          | 4:08,127   |  |
|                       | Megan Fisher     | USA          | 4:12,608   |  |
|                       | Shawn Morelli    | USA          | 4:07,671   |  |
| Frauen – WC5 (3000 m) |                  |              |            |  |
|                       | Sarah Storey     | GBR          | 3:39,553   |  |
|                       | Anna Harkowska   | POL          | eingeholt  |  |
|                       | Greta Neimanas   | USA          | 3:58,904   |  |

| #                     | Fahrer                    | Nationalität | Zeit (min) |
| --------------------- | ------------------------- | ------------ | ---------- |
| Männer – MC1 (3000 m) |                           |              |            |
|                       | Li Zhangyu                | CHN          | 3:54,814   |
|                       | Ross Wilson               | CAN          | eingeholt  |
|                       | Fernand Lopez Rodrigo     | CAN          | 4:11,007   |
| Männer – MC2 (3000 m) |                           |              |            |
|                       | Liang Guihua              | CHN          | 3:51,592   |
|                       | Alvaro Galvis             | COL          | 3:53,237   |
|                       | Arslan Gulmitdinow        | RUS          | 3:52,759   |
| Männer – MC3 (3000 m) |                           |              |            |
|                       | Joseph Berenyi            | USA          | 3:37,399   |
|                       | Masaki Fujita             | JPN          | 3:43,011   |
|                       | Eoghan Clifford           | IRL          | 3:39,724   |
| Männer – MC4 (4000 m) |                           |              |            |
|                       | Jozef Metelka             | SVK          | 4:31,841   |
|                       | Carol Eduard Novak        | ROU          | eingeholt  |
|                       | Diego German Duenas Gomez | COL          | 4:47,754   |
| Männer – MC5 (4000 m) |                           |              |            |
|                       | Michael Gallagher         | AUS          | 4:40,411   |
|                       | Alistair Donohoe          | AUS          | 4:41,674   |
|                       | Jehor Dementjew           | UKR          | 4:43,973   |

### Scratch Klasse C
| Frauen – WC1–3 (10 km) |                  |              |           |
| #                      | Fahrerin         | Nationalität | Zeit      |
|                        | Alyda Norbruis   | NED          | 16:15,676 |
|                        | Jamie Whitmore   | USA          |           |
|                        | Denise Schindler | GER          |           |
| Frauen – WC4-5 (10 km) |                  |              |           |
|                        | Greta Neimanas   | USA          | 13:13,320 |
|                        | Anna Harkowska   | POL          | - 1 Runde |
|                        | Crystal Lane     | GBR          | - 1 Runde |

| Männer – MC1–3 (15 km) |                   |              |           |  |
| #                      | Fahrer            | Nationalität | Zeit      |  |
|                        | Eogan Clifford    | IRL          | 19:45,297 |  |
|                        | Joseph Berenyi    | USA          | - 1 Runde |  |
|                        | Eduardo Santos    | ESP          | - 1 Runde |  |
| Männer-MC4-5 (15 km)   |                   |              |           |  |
|                        | Alistair Donohoe  | AUS          | 18:27,499 |  |
|                        | Soelito Gohr      | BRA          |           |  |
|                        | Michael Gallagher | AUS          |           |  |

## Leistungsklassen
Die Klassifikation der Sportlerinnen und Sportler wird von der UCI in Abstimmung mit dem Internationalen Paralympischen Komitee (IPC) durchgeführt. Nur Radsportler, die nach einer Klassifikation eine entsprechende Lizenz erhalten haben, dürfen bei Paracycling-Wettbewerben starten.
Die Leistungsklassen wiederum werden nach Disziplin unterschieden:
- Cycling (Bahnrad): C1 – C5, wobei C1 die höchste Beeinträchtigung bezeichnet
- Tandem für Sehbehinderte, die mit einem Piloten ohne Sehbehinderung fahren: B

Bei Frauen und Männern steht jeweils ein „W“ beziehungsweise ein „M“ vor der Bezeichnung der Klassifikation.